# 뉴트리아시아
뉴트리아시아(영어: NutriAsia)는 필리핀의 식음료업 기업이다.

## 브랜드
- 다투 푸티 (Datu Puti)
- 망 토마스 (Mang Tomas)
- 실버 스완 (Silver Swan)
- UFC